# Lista över fornlämningar i Säffle kommun (Kila)
Lista över fornlämningar i Säffle kommun (Kila) är en förteckning av ett urval av de fornlämningar som finns i Kila i Säffle kommun.
| Namn                           | Lämningstyp                      | Tillkomsttid | Historisk indelning | Plats | Läge                 | ID-nr          | Bild                                 |
| ------------------------------ | -------------------------------- | ------------ | ------------------- | ----- | -------------------- | -------------- | ------------------------------------ |
| Kila 4:1                       | Röse                             |              | Kila, Värmland      |       | 59.238390, 12.806747 | 10215400040001 | Ladda upp en bild av detta fornminne |
| Kila 4:2                       | Stensättning                     |              | Kila, Värmland      |       | 59.238472, 12.806780 | 10215400040002 | Ladda upp en bild av detta fornminne |
| Kila 4:3                       | Stensättning                     |              | Kila, Värmland      |       | 59.238460, 12.806539 | 10215400040003 | Ladda upp en bild av detta fornminne |
| Kila 4:4                       | Stenkammargrav                   |              | Kila, Värmland      |       | 59.238582, 12.806439 | 10215400040004 | Ladda upp en bild av detta fornminne |
| Kila 5:1                       | Stenkammargrav                   |              | Kila, Värmland      |       | 59.225451, 12.762057 | 10215400050001 | Ladda upp en bild av detta fornminne |
| Kila 8:1                       | Stenkammargrav                   |              | Kila, Värmland      |       | 59.218986, 12.745053 | 10215400080001 | Ladda upp en bild av detta fornminne |
| Kila 10:1                      | Stenkammargrav                   |              | Kila, Värmland      |       | 59.229860, 12.780396 | 10215400100001 | Ladda upp en bild av detta fornminne |
| Kila 13:1                      | Hög                              |              | Kila, Värmland      |       | 59.201381, 12.814256 | 10215400130001 | Ladda upp en bild av detta fornminne |
| Kila 13:2                      | Hög                              |              | Kila, Värmland      |       | 59.201304, 12.814447 | 10215400130002 | Ladda upp en bild av detta fornminne |
| Kila 13:3                      | Hög                              |              | Kila, Värmland      |       | 59.201223, 12.814544 | 10215400130003 | Ladda upp en bild av detta fornminne |
| Kila 13:4                      | Hög                              |              | Kila, Värmland      |       | 59.201451, 12.815014 | 10215400130004 | Ladda upp en bild av detta fornminne |
| Kila 15:1                      | Stenkammargrav                   |              | Kila, Värmland      |       | 59.187833, 12.823042 | 10215400150001 | Ladda upp en bild av detta fornminne |
| Kila 18:1                      | Stensättning                     |              | Kila, Värmland      |       | 59.186380, 12.841005 | 10215400180001 | Ladda upp en bild av detta fornminne |
| Kila 19:1                      | Stensättning                     |              | Kila, Värmland      |       | 59.185521, 12.844293 | 10215400190001 | Ladda upp en bild av detta fornminne |
| Kila 21:1                      | Hög                              |              | Kila, Värmland      |       | 59.187144, 12.861671 | 10215400210001 | Ladda upp en bild av detta fornminne |
| Kila 21:2                      | Stensättning                     |              | Kila, Värmland      |       | 59.187044, 12.861684 | 10215400210002 | Ladda upp en bild av detta fornminne |
| Kila 23:1                      | Röse                             |              | Kila, Värmland      |       | 59.174122, 12.853882 | 10215400230001 | Ladda upp en bild av detta fornminne |
| Kila 23:2                      | Stensättning                     |              | Kila, Värmland      |       | 59.174218, 12.853993 | 10215400230002 | Ladda upp en bild av detta fornminne |
| Kila 25:1                      | Stensättning                     |              | Kila, Värmland      |       | 59.180185, 12.797620 | 10215400250001 | Ladda upp en bild av detta fornminne |
| Kila 27:1                      | Stensättning                     |              | Kila, Värmland      |       | 59.233159, 12.732722 | 10215400270001 | Ladda upp en bild av detta fornminne |
| Kila 27:2                      | Stensättning                     |              | Kila, Värmland      |       | 59.233043, 12.732219 | 10215400270002 | Ladda upp en bild av detta fornminne |
| Kila 28:1                      | Gravfält                         |              | Kila, Värmland      |       | 59.222570, 12.718832 | 10215400280001 | Ladda upp en bild av detta fornminne |
| Kila 33:1                      | Stensättning                     |              | Kila, Värmland      |       | 59.223837, 12.711456 | 10215400330001 | Ladda upp en bild av detta fornminne |
| Kila 34:1                      | Stensättning                     |              | Kila, Värmland      |       | 59.225198, 12.711686 | 10215400340001 | Ladda upp en bild av detta fornminne |
| Kila 35:1                      | Stensättning                     |              | Kila, Värmland      |       | 59.231328, 12.709710 | 10215400350001 | Ladda upp en bild av detta fornminne |
| Jättegraven (Kila 38:1)        | Röse                             |              | Kila, Värmland      |       | 59.194750, 12.672085 | 10215400380001 | Ladda upp en bild av detta fornminne |
| Kila 41:1                      | Stenkammargrav                   |              | Kila, Värmland      |       | 59.199595, 12.687896 | 10215400410001 | Ladda upp en bild av detta fornminne |
| Kila 43:1                      | Stenkammargrav                   |              | Kila, Värmland      |       | 59.234893, 12.775970 | 10215400430001 | Ladda upp en bild av detta fornminne |
| Kila 44:1                      | Stenkammargrav                   |              | Kila, Värmland      |       | 59.239141, 12.776729 | 10215400440001 | Ladda upp en bild av detta fornminne |
| Kila 45:1                      | Hällristning                     |              | Kila, Värmland      |       | 59.243724, 12.797844 | 10215400450001 | Ladda upp en bild av detta fornminne |
| Kila 46:1                      | Röse                             |              | Kila, Värmland      |       | 59.245046, 12.809976 | 10215400460001 | Ladda upp en bild av detta fornminne |
| Kila 47:1                      | Röse                             |              | Kila, Värmland      |       | 59.251413, 12.804860 | 10215400470001 | Ladda upp en bild av detta fornminne |
| Kila 47:2                      | Stensättning                     |              | Kila, Värmland      |       | 59.251445, 12.804775 | 10215400470002 | Ladda upp en bild av detta fornminne |
| Kila 48:1                      | Stenkammargrav                   |              | Kila, Värmland      |       | 59.219702, 12.764044 | 10215400480001 | Ladda upp en bild av detta fornminne |
| Kila 49:1                      | Röse                             |              | Kila, Värmland      |       | 59.259506, 12.819960 | 10215400490001 | Ladda upp en bild av detta fornminne |
| Kila 50:1                      | Stensättning                     |              | Kila, Värmland      |       | 59.249472, 12.813192 | 10215400500001 | Ladda upp en bild av detta fornminne |
| Kila 51:1                      | Stensättning                     |              | Kila, Värmland      |       | 59.245362, 12.817713 | 10215400510001 | Ladda upp en bild av detta fornminne |
| Kila 51:2                      | Stensättning                     |              | Kila, Värmland      |       | 59.245337, 12.817491 | 10215400510002 | Ladda upp en bild av detta fornminne |
| Kila 51:3                      | Stensättning                     |              | Kila, Värmland      |       | 59.245209, 12.817540 | 10215400510003 | Ladda upp en bild av detta fornminne |
| Kila 51:4                      | Stensättning                     |              | Kila, Värmland      |       | 59.245089, 12.817413 | 10215400510004 | Ladda upp en bild av detta fornminne |
| Kila 55:1                      | Stenkammargrav                   |              | Kila, Värmland      |       | 59.237617, 12.854635 | 10215400550001 | Ladda upp en bild av detta fornminne |
| Kila 56:1                      | Röse                             |              | Kila, Värmland      |       | 59.237998, 12.848362 | 10215400560001 | Ladda upp en bild av detta fornminne |
| Kila 56:2                      | Hög                              |              | Kila, Värmland      |       | 59.237824, 12.848301 | 10215400560002 | Ladda upp en bild av detta fornminne |
| Kila 57:1                      | Röse                             |              | Kila, Värmland      |       | 59.261025, 12.898438 | 10215400570001 | Ladda upp en bild av detta fornminne |
| Kila 57:2                      | Stensättning                     |              | Kila, Värmland      |       | 59.261125, 12.898156 | 10215400570002 | Ladda upp en bild av detta fornminne |
| Kila 58:1                      | Fornborg                         |              | Kila, Värmland      |       | 59.236700, 12.912764 | 10215400580001 | Ladda upp en bild av detta fornminne |
| Kila 59:1                      | Stensättning                     |              | Kila, Värmland      |       | 59.225192, 12.842906 | 10215400590001 | Ladda upp en bild av detta fornminne |
| Kila 60:1                      | Stenkammargrav                   |              | Kila, Värmland      |       | 59.220681, 12.883574 | 10215400600001 | Ladda upp en bild av detta fornminne |
| Kila 62:1                      | Hög                              |              | Kila, Värmland      |       | 59.209666, 12.893127 | 10215400620001 | Ladda upp en bild av detta fornminne |
| Kila 63:1                      | Stensättning                     |              | Kila, Värmland      |       | 59.206632, 12.894074 | 10215400630001 | Ladda upp en bild av detta fornminne |
| Kila 64:1                      | Stenkammargrav                   |              | Kila, Värmland      |       | 59.202359, 12.893670 | 10215400640001 | Ladda upp en bild av detta fornminne |
| Kila 64:2                      | Stenkammargrav                   |              | Kila, Värmland      |       | 59.202094, 12.893779 | 10215400640002 | Ladda upp en bild av detta fornminne |
| Kila 64:3                      | Stenkammargrav                   |              | Kila, Värmland      |       | 59.202001, 12.893731 | 10215400640003 | Ladda upp en bild av detta fornminne |
| Kila 66:1                      | Stenkammargrav                   |              | Kila, Värmland      |       | 59.199434, 12.906285 | 10215400660001 | Ladda upp en bild av detta fornminne |
| Kila 67:1                      | Stenkammargrav                   |              | Kila, Värmland      |       | 59.195244, 12.905000 | 10215400670001 | Ladda upp en bild av detta fornminne |
| Kila 68:2                      | Begravningsplats                 |              | Kila, Värmland      |       | 59.221220, 12.819406 | 10215400680002 | Ladda upp en bild av detta fornminne |
| Kila 70:1                      | Stensättning                     |              | Kila, Värmland      |       | 59.195199, 12.897010 | 10215400700001 | Ladda upp en bild av detta fornminne |
| Kila 71:1                      | Stenkammargrav                   |              | Kila, Värmland      |       | 59.238646, 12.926396 | 10215400710001 | Ladda upp en bild av detta fornminne |
| Kila 72:1                      | Stenkammargrav                   |              | Kila, Värmland      |       | 59.248188, 12.783963 | 10215400720001 | Ladda upp en bild av detta fornminne |
| Kila 73:2                      | Stensättning                     |              | Kila, Värmland      |       | 59.195555, 12.907441 | 10215400730002 | Ladda upp en bild av detta fornminne |
| Kila 91:1                      | Röse                             |              | Kila, Värmland      |       | 59.186237, 12.906382 | 10215400910001 | Ladda upp en bild av detta fornminne |
| Kila 92:1                      | Hög                              |              | Kila, Värmland      |       | 59.186307, 12.861762 | 10215400920001 | Ladda upp en bild av detta fornminne |
| Kila 92:4                      | Hög                              |              | Kila, Värmland      |       | 59.186818, 12.861652 | 10215400920004 | Ladda upp en bild av detta fornminne |
| Kila 181:1                     | Stensättning                     |              | Kila, Värmland      |       | 59.254221, 12.814499 | 10215401810001 | Ladda upp en bild av detta fornminne |
| Kila 182:1                     | Gravfält                         |              | Kila, Värmland      |       | 59.255769, 12.813274 | 10215401820001 | Ladda upp en bild av detta fornminne |
| Kila 199:1                     | Stensättning                     |              | Kila, Värmland      |       | 59.230995, 12.726858 | 10215401990001 | Ladda upp en bild av detta fornminne |
| Stenåsen/Klostret (Kila 213:1) | Röse                             |              | Kila, Värmland      |       | 59.200135, 12.687946 | 10215402130001 | Ladda upp en bild av detta fornminne |
| Stenåsen/Klostret (Kila 213:2) | Stensättning                     |              | Kila, Värmland      |       | 59.200235, 12.688006 | 10215402130002 | Ladda upp en bild av detta fornminne |
| Kila 229:1                     | Stensättning                     |              | Kila, Värmland      |       | 59.219466, 12.824842 | 10215402290001 | Ladda upp en bild av detta fornminne |
| Kila 229:2                     | Stensättning                     |              | Kila, Värmland      |       | 59.219460, 12.825071 | 10215402290002 | Ladda upp en bild av detta fornminne |
| Kila 233:1                     | Stensättning                     |              | Kila, Värmland      |       | 59.253379, 12.814246 | 10215402330001 | Ladda upp en bild av detta fornminne |
| Kila 233:2                     | Röse                             |              | Kila, Värmland      |       | 59.252930, 12.814026 | 10215402330002 | Ladda upp en bild av detta fornminne |
| Kila 233:3                     | Stensättning                     |              | Kila, Värmland      |       | 59.252580, 12.814374 | 10215402330003 | Ladda upp en bild av detta fornminne |
| Kila 233:4                     | Stensättning                     |              | Kila, Värmland      |       | 59.252676, 12.814395 | 10215402330004 | Ladda upp en bild av detta fornminne |
| Kila 233:5                     | Stensättning                     |              | Kila, Värmland      |       | 59.252579, 12.814154 | 10215402330005 | Ladda upp en bild av detta fornminne |
| Kila 238:1                     | Hällristning                     |              | Kila, Värmland      |       | 59.244363, 12.792227 | 10215402380001 | Ladda upp en bild av detta fornminne |
| Kila 239:1                     | Hög                              |              | Kila, Värmland      |       | 59.243559, 12.797777 | 10215402390001 | Ladda upp en bild av detta fornminne |
| Kila 248:1                     | Stensättning                     |              | Kila, Värmland      |       | 59.222135, 12.721876 | 10215402480001 | Ladda upp en bild av detta fornminne |
| Kila 248:2                     | Stensättning                     |              | Kila, Värmland      |       | 59.222247, 12.722239 | 10215402480002 | Ladda upp en bild av detta fornminne |
| Kila 262:1                     | Stensättning                     |              | Kila, Värmland      |       | 59.253445, 12.775925 | 10215402620001 | Ladda upp en bild av detta fornminne |
| Kila 263:1                     | Stensättning                     |              | Kila, Värmland      |       | 59.194474, 12.704094 | 10215402630001 | Ladda upp en bild av detta fornminne |
| Kila 267:1                     | Husgrund, förhistorisk/medeltida |              | Kila, Värmland      |       | 59.175189, 12.853314 | 10215402670001 | Ladda upp en bild av detta fornminne |
| Kila 268:1                     | Stensättning                     |              | Kila, Värmland      |       | 59.212322, 12.890436 | 10215402680001 | Ladda upp en bild av detta fornminne |
| Kila 270:1                     | Stensättning                     |              | Kila, Värmland      |       | 59.178588, 12.814195 | 10215402700001 | Ladda upp en bild av detta fornminne |
| Kila 271:1                     | Stensättning                     |              | Kila, Värmland      |       | 59.176635, 12.865053 | 10215402710001 | Ladda upp en bild av detta fornminne |
| Kila 272:1                     | Stensättning                     |              | Kila, Värmland      |       | 59.239291, 12.775250 | 10215402720001 | Ladda upp en bild av detta fornminne |
| Kila 275:1                     | Stensättning                     |              | Kila, Värmland      |       | 59.211286, 12.781106 | 10215402750001 | Ladda upp en bild av detta fornminne |
| Kila 276:1                     | Stenkammargrav                   |              | Kila, Värmland      |       | 59.182078, 12.798167 | 10215402760001 | Ladda upp en bild av detta fornminne |
| Kila 278:1                     | Gravfält                         |              | Kila, Värmland      |       | 59.199988, 12.807858 | 10215402780001 | Ladda upp en bild av detta fornminne |
| Kila 279:1                     | Stensättning                     |              | Kila, Värmland      |       | 59.180801, 12.797728 | 10215402790001 | Ladda upp en bild av detta fornminne |
| Kila 280:1                     | Stensättning                     |              | Kila, Värmland      |       | 59.176665, 12.797596 | 10215402800001 | Ladda upp en bild av detta fornminne |
| Kila 282:1                     | Stensättning                     |              | Kila, Värmland      |       | 59.165009, 12.798448 | 10215402820001 | Ladda upp en bild av detta fornminne |
| Kila 283:1                     | Stenkammargrav                   |              | Kila, Värmland      |       | 59.163765, 12.806588 | 10215402830001 | Ladda upp en bild av detta fornminne |
| Kila 284:1                     | Stenkammargrav                   |              | Kila, Värmland      |       | 59.196210, 12.816027 | 10215402840001 | Ladda upp en bild av detta fornminne |
| Allansere (Kila 293:1)         | Lägenhetsbebyggelse              |              | Kila, Värmland      |       | 59.191285, 12.701470 | 10215402930001 | Ladda upp en bild av detta fornminne |
| Kila 304                       | Gravfält                         |              | Kila, Värmland      |       | 59.200471, 12.818010 | 12000000070850 | Ladda upp en bild av detta fornminne |
| Kila 305                       | Stensättning                     |              | Kila, Värmland      |       | 59.226582, 12.779928 | 12000000126790 | Ladda upp en bild av detta fornminne |